# GTO: Paradise Lost
GTO: Paradise Lost (jap.GTO パラダイス・ロスト) ist eine japanische Manga-Serie, die von Tōru Fujisawa geschrieben und gezeichnet wurde. Es ist eine Fortsetzung der Manga-Serie Great Teacher Onizuka. Der Manga wird seit April 2014 von Kodansha in Young Magazine veröffentlicht. Die Seinen-Serie ist in die Genres Action, Comedy und Drama einzuordnen.

## Handlung
Die Geschichte folgt weiterhin Eikichi Onizuka, einem ehemaligen Motorrad-Gangführer, der zum unkonventionellen Lehrer geworden ist. In GTO: Paradise Lost findet sich Onizuka in einem völlig neuen Umfeld wieder, als er in einer exklusiven Privatschule für Mädchen unterrichtet. Trotz neuer Herausforderungen und Feinde bleibt Onizuka seinem einzigartigen Erziehungsstil treu, der häufig Humor und unorthodoxe Methoden beinhaltet.

## Charaktere
- Eikichi Onizuka: Der Protagonist, ein Lehrer mit einer wilden Vergangenheit, der sich mit unkonventionellen Mitteln für seine Schüler einsetzt.
- Tadanobu Asano: Direktor der Privatschule, der Onizuka zur Schule holt in der Hoffnung, Probleme zu lösen.
- Die Schülerinnen: Eine Gruppe von jungen Frauen, jede mit ihrer eigenen Geschichte und Herausforderungen, die durch Onizukas Einfluss wachsen und sich verändern.

Onizuka sitzt jetzt im Gefängnis, die Gründe weiß er selber. Er erzählt, was zwischen ihm und der Klasse G passierte.

## Veröffentlichung
Die Veröffentlichung der Manga begann in der 20. Ausgabe 2014 des Young Magazine des Verlags Kodansha, die am 14. April 2014 veröffentlicht wurde. Der Manga wurde im Juni 2015 unterbrochen und ab Dezember desselben Jahres wieder veröffentlicht. Der erste Teil der Serie endete im Oktober 2017 und wurde aufgrund  Personalmangels unterbrochen. Der Manga nahm seine Veröffentlichung am 27. Mai 2019 wieder auf. Kodansha hat die Kapitel in bis 14 Tankōbon-Bände zusammengefasst.  Der erste Band wurde am 6. August 2014 veröffentlicht.
Crunchyroll veröffentlichte den Manga digital in englischer Sprache. Eine französische Fassung erscheint bei Pika Édition.